# وريد فخذي عميق
الوريد الفخدي العميق (بالإنجليزية: Deep vein of the thigh)‏ هو وريد كبير في الفخذ. يتلقى الدم من داخل الفخد ويتقدم بشكل متفوق ووسطي إلى جانب الشريان الفخذي العميق للانضمام إلى الوريد الفخذي تقريبًا على مستوى الجزء السفلي من الاحدوبة الاسكية.

## الوظيفة
يساهم الوريد العميق في الفخذ بأكبر حجم من الدم في الوريد الفخذي.

## المضاعفات
يتأثر الوريد العميق للفخذ بشكل شائع بالتهاب الوريد الذي يمكن أن يكون حالة خطيرة في حالة الجلطة أو تجلط الدم، مما قد يتسبب في إزاحة الخثرة باتجاه القلب، حيث يمكن أن ينتقل إلى الرئتين. هذا من المضاعفات المحتملة لعدم الحركة بسبب الراحة المفرطة في الفراش بعد الجراحة أو الإعاقة، أو نمط الحياة المستقر المفرط.